# 이시카와다이역
이시카와다이역(일본어: 石川台駅、いしかわだいえき)은 일본 도쿄도 오타구에 있는 도쿄 급행 전철의 역이다. 역 번호는 IK08이다.

## 역 구조
상대식 승강장 2면 2선의 지상역이다. 서비스 매니저 도입역으로 인해 하타노다이 역에서 원격 감시하고 있다.
상하행선의 역사와 개찰구가 별도로 설치되었고, 개찰 내 승강장 사이로 이동이 불가능하다. 역 설비의 특징으로는 하행 승강장에만 남녀 화장실이 설치되어 있고, 상행 승강장 쪽에만 음료 자동 판매기가 설치되어 있다. 역사는 상행 승강장 개찰구 옆에 지어졌다. 또한, 승강장의 조명은 LED조명이다.
역의 입지 상으로, 역의 고탄다 방향으로는 대지의 수로가 형성되어 있고 승강장은 제방 위에 있다.

### 타는 곳
| 번호 | 노선        | 방향 | 행선                        |
| ---- | ----------- | ---- | --------------------------- |
| 1    | 이케가미 선 | 하행 | 유키가야오쓰카・가마타 방면 |
| 2    | 이케가미 선 | 상행 | 하타노다이・고탄다 방면     |

## 역 주변
- 오타 구청 유키가야 특별 출장소
- 오타 구립 이시카와초 문화 센터
- 도쿄 도 보건 의료 공사 에바라 병원
- 도쿄 도립 기타 요육 의료 센터 조난 분원
- 덴엔초후 소방서 유키가야 출장소
- 오타 히가시유키가야니 우편국
- 도쿄 공업대학 오오카야마 캠퍼스 이시카와다이 지구
- 유키가야하치만 신사
- 오타 구립 이시카와다이 중학교
- 분쿄 대학 부속 초등학교
- SAT스포츠 클럽 유키가야

## 역사
- 1927년 8월 28일: 이케가미 전기철도 이시카와역으로 영업 개시.
- 1928년 4월 13일: 이시카와다이역으로 역명 변경.

## 인접역
| 도쿄 급행 전철 이케가미 선  | 도쿄 급행 전철 이케가미 선 | 도쿄 급행 전철 이케가미 선       |
| --------------------------- | -------------------------- | -------------------------------- |
| IK 07 센조쿠 못 고탄다 방면 |                            | 유키가야오쓰카 IK 09 가마타 방면 |